# FRAM

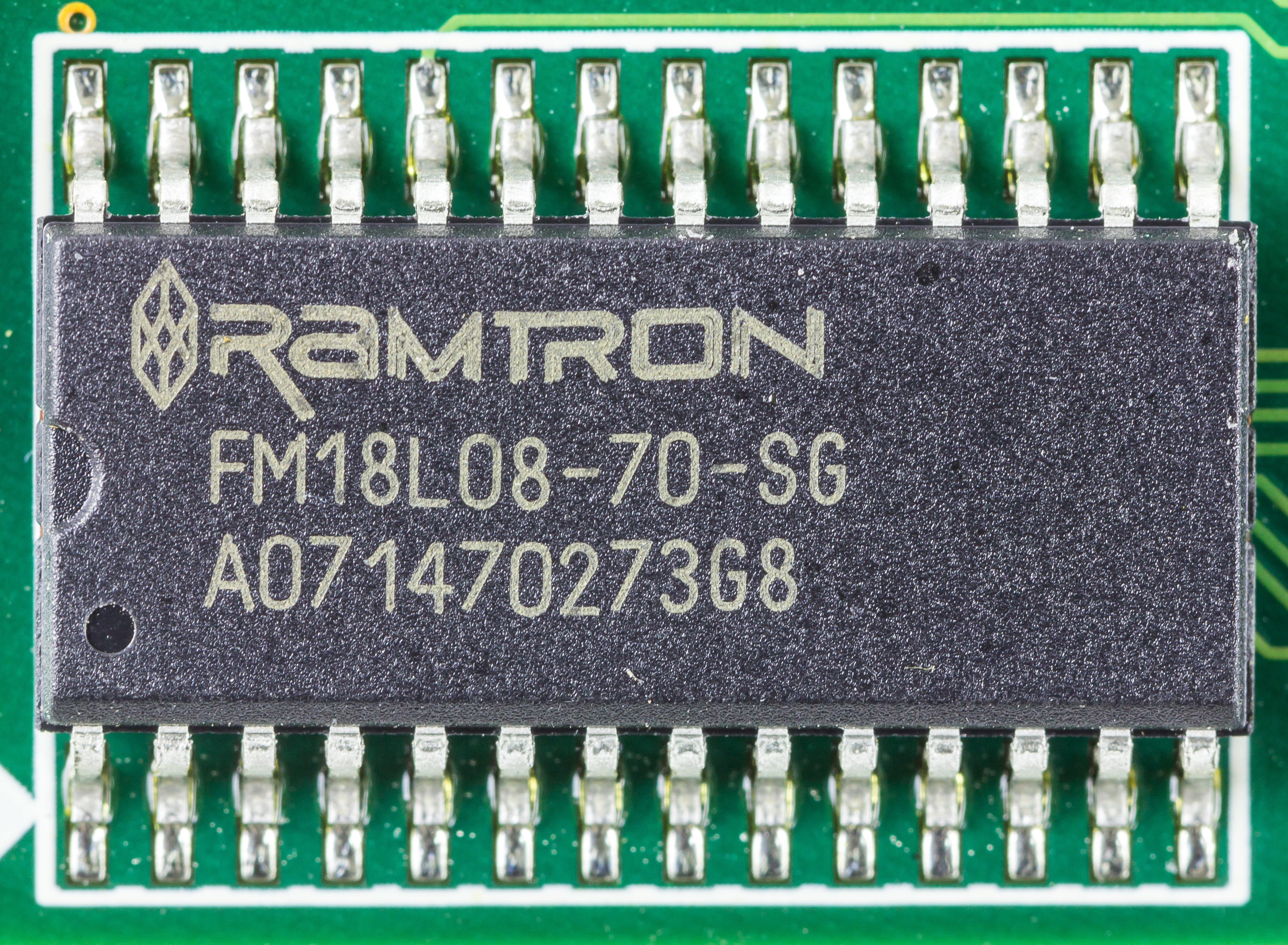
FeRAM

Ferroelectric RAM (FeRAM or FRAM), Ferroelectric Random-Access Memory, é um tipo de memória de computador não volátil. É uma forma de tecnologia de armazenamento de dados na qual os dados são gravados de modo semipermanente em pequenos cartões ou faixas de material revestido com filme magnético de óxido de ferro. A exemplo do que acontece com fitas e discos, os dados persistem sem energia; com a RAM de semicondutor, um computador pode acessar os dados em qualquer ordem.